# Septoria artemisiae
Septoria artemisiae Pass. – gatunek grzybów z klasy Dothideomycetes. Według Index Fungorum takson niepewny. Pasożyt roślin z rodzaju bylica (Artemisia). Grzyb mikroskopijny, endobiont rozwijający się w tkankach roślin.

## Systematyka i nazewnictwo
Pozycja w klasyfikacji według Index Fungorum: Septoria, Mycosphaerellaceae, Capnodiales, Dothideomycetidae, Dothideomycetes, Pezizomycotina, Ascomycota, Fungi.

## Morfologia
Objawy na porażonych roślinach
Na obydwu stronach porażonych liści powstają okrągławe lub nieregularne plamy o średnicy do 5 mm. Czasami sąsiednie plamy zlewają się z sobą, tworząc większą plamę Mają barwę brązową, brązowoczarną lub szarobrązową i otoczone są ciemniejszą obwódką. Z czasem środek plam staje się jasnoszary.
Cechy mikroskopowe
W obrębie plam na górnej stronie liści tworzą się pyknidia o średnicy 50–100 μm. Powstają podskórnie, lub mniej lub bardziej zanurzone w warstwie miękiszu palisadowego. Na ich wewnętrznej ścianie na konidioforach powstają cylindryczne, proste, lub nieco tylko wygięte, nitkowate konidia o wymiarach 26–56 × 1,5–2,5 μm. Posiadają 2–5 przegród. Wydostają się przez pojedynczą ostiolę o średnicy 12–20 (–30) μm.